# Hjkr 10 Fidra
Hjälpkryssaren Fidra var ett svenskt lastfartyg tillhörande Sveabolaget och som inkallades som hjälpkryssare i svenska marinen under andra världskriget.
Fidra, som aldrig tagits ut som hjälpkryssare, inkallades som ersättare för den uttagna Worno, som befann sig i fjärran vatten, ombyggdes på Götaverken och blev klar den 2 april 1940. Hon ersatte hjälpkryssaren Drottning Victoria som minutläggare i kustflottan och fick bland annat komplettera mineringen vid Understen. Senare samverkade hon med minfartyget Älvsnabben. Hon återlämnades till Sveabolaget 1945 för vilket hon trafikerade engelska och senare transatlantiska hamnar.